# Inês Carvalho
Inês Carvalho (* 23. Januar 1971 in Lissabon) ist eine portugiesische Kamerafrau.

## Leben
Nach ihrem Abitur an der 1919 gegründeten und künstlerisch ausgerichteten Escola Secundária António Arroio in ihrer Heimatstadt (1989) studierte Carvalho Kamera und Bild an der Lissabonner Filmschule Escola Técnica de Imagem e Comunicação (ETIC). Nach ersten Erfahrungen bei Produktionen des portugiesischen Kinos war sie 1996 erstmals verantwortlich für die Fotografie eines Films, und zwar als Ko-Kamerafrau des Dokumentarfilms Fitas über die Abschlussfeiern Queima das Fitas an der Universität Coimbra. Nach einigen Arbeiten als Kameraassistentin (u. a. für João Canijos Sapatos Pretos 1998) folgten eine Reihe Filme, bei denen sie die Kamera übernahm.
2002 erhielt Carvalho beim internationalen Filmfestival von Vila do Conde, die Curtas Vila do Conde, den Preis für die beste Fotografie, für ihre Kameraarbeit bei dem dramatischen Liebesfilm Venus Velvet von Regisseur Jorge Cramez. Im Folgejahr übernahm sie die Kamera für ihre erste größere Produktion, die groteske Tragikomödie A Mulher que Acreditava Ser Presidente Dos EUA von João Botelho.
2005 fotografierte Carvalho mit O Crime do Padre Amaro ihren ersten portugiesischen Blockbuster, die Verfilmung des Literaturklassikers „Das Verbrechen des Paters Amaro“ durch Regisseur Carlos Coelho da Silva, mit Jorge Corrula, Soraia Chaves, Nuno Melo und Nicolau Breyner.
Seither übernahm Carvalho die Kamera für zahlreiche Kino- und Fernsehproduktionen. 2015 führte sie erstmals Regie, zusammen mit Tobias Monteiro bei dem Kurzfilm Dinis e Isabel, wiederholte dies aber seither nicht mehr (Stand Juli 2022).
Von 2009 bis 2011 war Carvalho Präsidentin der Associação de Imagem Portuguesa (AIP), des Verbands der portugiesischen Kameraleute, und gab 2006 erstmals Kurse an der Filmschule ETIC.

## Filmografie
- 1996: Fitas (Doku., Ko-Kamerafrau)
- 2002: Venus Velvet; R: Jorge Cramez
- 2002: Viagem ao Coração do Douro, a Terra Onde Nasci (Doku.); R: João Botelho
- 2002: Naquele Bairro (Kurzfilm); R: Madalena Miranda
- 2003: A Mulher que Acreditava Ser Presidente Dos EUA; R: João Botelho
- 2004: O Outro Lado do Arco-Íris (Kurzfilm); R: Gonçalo Galvão Teles
- 2004: Manobras de Diversão (Comedy-Fernsehserie)
- 2005: A Luz na Ria Formosa (Doku.); R: João Botelho
- 2005: O Crime do Padre Amaro; R: Carlos Coelho da Silva
- 2007: Nome de Código: Sintra (Fernsehserie)
- 2007: O Capacete Dourado; R: Jorge Cramez
- 2008: U omãi qe dava pulus (Doku.); R: João Pinto Nogueira
- 2008: O Homem que Matou Sidónio Pais (Fernsehfilm); R: Bruno Niel
- 2009: Maddie: A verdade da mentira (Fernseh-Doku.); R: Carlos Coelho da Silva
- 2009: Mãe Fátima (Doku.); R: Christine Reeh
- 2009: L'arc-en-ciel (Fernseh-Kurzfilm); R: David Bonneville
- 2009: O Que Se Passou Foi Isto (Fernsehserie)
- 2011: A Cura (Kurzfilm); R: Henrique Pina
- 2011: Submerso (Kurzfilm); R: António Lopes, Rui Oliveira
- 2011: Quem Vai à Guerra (Doku.); R: Marta Pessoa
- 2011: Efeitos Secundários; R: Paulo Rebelo
- 2012: Domingo à Tarde (Doku.); R: Cristina Ferreira Gomes
- 2014: Outra Forma de Luta; R: João Pinto Nogueira
- 2015 O Rebocador (Kurzfilm), R: Jorge Cramez
- 2015: Dinis e Isabel (Kurzfilm), R: Inês Carvalho, Tobias Monteiro
- 2018: Todas as Cartas de Rimbaud; R: Edmundo Cordeiro